# Макнот, Роберт
Он очень плодотворно работал в области поиска новых астероидов, а также участвовал в обзоре Сайдинг-Спринг. Также самостоятельно или совместно с другими астрономами открыл большое количество комет, в том числе 24 периодических, например, комету 130P/Макнота – Хьюза. По этому показателю он опережает многих других первооткрывателей комет, уступая лишь космической солнечной обсерватории SOHO (КА). 7 августа 2006 года, используя телескоп системы Шмидта (англ.), обнаружил Большую комету C/2006 P1 (Макнота), которая стала самой яркой кометой за последние несколько десятилетий, а в момент прохождения своего перигелия 12 января 2007 была хорошо видна невооружённым глазом для наблюдателей южного полушария.
Всего в период 1978 по 2011 год им было открыто 410 астероидов и 70 комет, а в период с 1975 по 1996 год — 63 сверхновых и 3 новых звёзды в период с 1986 по 1987 годы.
В 1987 году он удостоился награды Британской Астрономической Ассоциации, а также медали в 1988 году.
В знак признания его заслуг в честь него был назван астероид (3173) Макнот.